# Вайнштейн Шльом
Вайнштейн Шльом (* 2 лютого 1915, м. Сокиряни, тепер райцентр Чернівецької області -рік.см.невід.) — оперний співак (тенор).

## Біографія
Народився 2 лютого 1915 року в містечку Сокиряни. Навчався у Ясській академії музично-драматичного мистецтва, у 1940-41 та 1945-49 рр. — в Кишнівській консеваторії. У 1945-47 рр. — соліст Кишинівського оперного театру, у 1949-53 рр. — викладач консерваторії.

## Ролі в операх
- «Запорожець за Дунаєм» П. Гулака-Артемовського;
- «Молода гвардія» І. Мейтуса;
- «Русалка» О. Даргомижського;
- «Фауст» Ш. Гуно;
- «Богема» Дж. Пучіні;
- «Ріголетто» і «Травіата» Дж. Верді;
- «Кармен» Ж. Бізе…